# Tomen y Mur

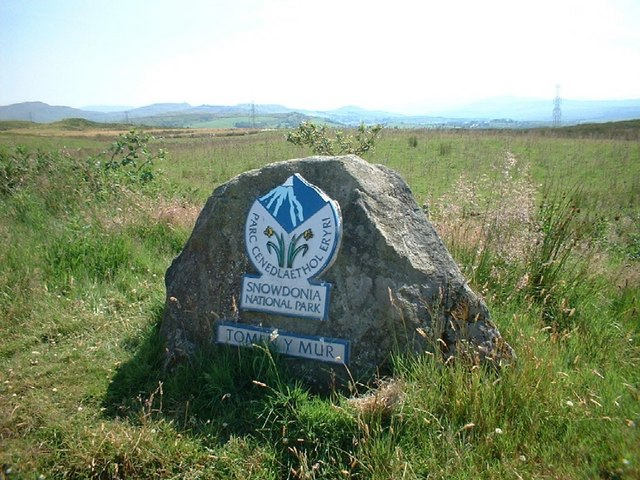
Indicazione del sito

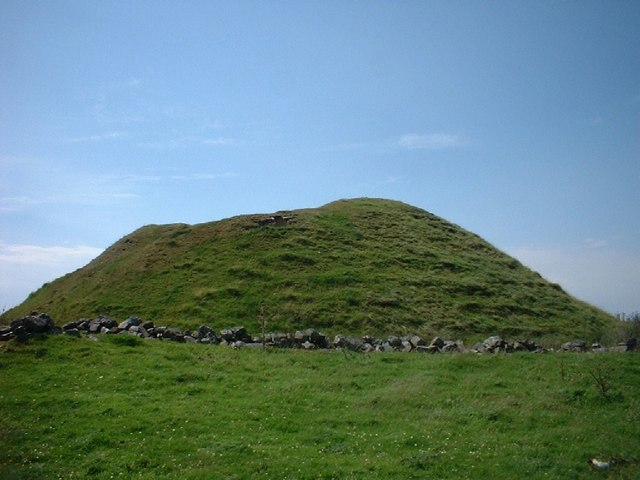
I resti del motte di epoca normanna

Tomen y Mur (letteralmente: "collinetta della muraglia" o "collinetta nelle/tra le mura".) è un sito archeologico del Galles nord-occidentale, situato nelle pendenze del Mynydd Maentwrog, nei dintorni del lago (di) Trawsfynydd (Llyn Trawsfynydd) e tra i villaggi di Maentwrog e Trawsfynydd nella contea di Gwynedd: si tratta dei resti di un insediamento romano, realizzato tra il 77-78 e il 120 d.C., a cui fu in aggiunto un motte e bailey normanno alla fine dell'XI secolo. È uno dei siti militari romani più completi rinvenuti in Gran Bretagna.
Il sito è stato associato a varie leggende gallesi.

## Descrizione
Tomen y Mur è situato a nord-est del lago (di) Trawsfydd, lungo la strada tra Brithdir (dintorni di Dolgellau) e Segontium (Caernarfon ), nell'area del parco nazionale di Snowdonia. Il sito si trova all'interno di una proprietà privata, ma è concesso l'accesso ai visitatori.
Il sito si estende in un'area di circa 1,7 ettari.
I resti di origine romana comprendono un anfiteatro, un forte, degli edifici abitativi, delle terme, un tempio, un ponte, ecc.
Al centro dell'ex-forte romano si trova il motte di epoca normanna che ha dato il nome al luogo.
Poco fuori del forte si trovano i resti di quella che si suppone fosse una corte appartenuta ai principi gallesi.

## Storia
Il forte originale fu realizzato intorno al 77-78 d.C. per volere del governatore Gneo Giulio Agricola. Il forte, il cui nome originale era Heriri Mons, doveva servire come difesa contro la tribù locale degli Ordovici e poteva ospitare 1.000 soldati di cavalleria.
In epoca romana, l'insediamento era collegato tramite il complesso sistema stradale ad altre fortificazioni quali Segontium e Canovium.
Intorno al 110-120 d.C., sotto l'imperatore Adriano, l'originale forte in legno fu sostituito da un forte in pietra di dimensioni più ridotte.
Il sito fu presumibilmente abbandonato dai Romani circa vent'anni dopo, intorno al 140 d.C..
Pare tuttavia che sia stato nuovamente occupato in epoca medievale, come dimostra una pietra tombale risalente al V secolo. Si suppone che dopo l'abbandono da parte dei Romani, il luogo sia stato abitato dai principi gallesi appartenenti alla famiglia Cunedda, almeno secondo quanto tramandato dal folclore gallese, in particolare dal Mabinogion.
Intorno al 1095, fu fatto costruire, probabilmente da William Rufus, che si trovava in zona per una campagna militare, il motte.
Nel 1114, nell'area fu combattuta una battaglia tra le truppe di re Enrico I d'Inghilterra e i Gallesi.

## Leggende
Tra le varie leggende a cui il sito è stato associato, vi è quella di Lleu Llaw Gyffes, che sarebbe vissuto nel castello di Tomen y Mur assieme alla moglie Blodeuedd.